# Český Krumlov
Český Krumlov (phát âm tiếng Séc: [ˈtʃɛskiː ˈkrumlof] ⓘ; tiếng Đức: Krummau an der Moldau hay Böhmisch Krummau; Krumau biến thể thỉnh thoảng được dùng) là một thị trấn nằm ở vùng Nam Bohemia, Cộng hòa Séc. Trung tâm lịch sử của nó nằm xung quanh Lâu đài Český Krumlov là một di sản thế giới được UNESCO công nhận từ năm 1992, cùng thời điểm với khu vực lịch sử Hradčany của Praha. Tên của thị trấn bắt đầu với Český ("Bohemian") để phân biệt với thị trấn Moravský Krumlov ở phía nam Morava.

## Lịch sử
Khu định cư phát triển ở dưới lâu đài được xây dựng từ năm 1240 bởi một nhánh địa phương của gia tộc Vítkovci, hậu duệ của Witiko của Prčice. Pháo đài lần đầu tiên được nhắc đến vào năm 1253 trong một chứng thư có tên là Chrumbenowe. Theo truyền thuyết địa phương, cái tên này bắt nguồn từ tiếng Đức Trung cổ krumbe ouwe được hiểu là "đồng cỏ quanh co" khi nó nằm tại một khúc sông Vltava quanh co. Nó cũng được đề cập đến trong bài Frauendienst của Ulrich von Liechtenstein. Thị trấn nằm tại một đoạn nước cạn của một tuyến đường thương mại quan trọng ở Bohemia, một khu định cư phát sinh ngay sau đó ở dưới lâu đài. Tên tiếng Séc Krumlov là một tài liệu sớm vào năm 1259.
Năm 1302, gia tộc Vítkovci bị tuyệt diệt, thị trấn và lâu đài đã được vua Wenceslaus II nhượng lại cho nhà Rosenberg (Rožmberkové). Peter I của Rosenberg, Lãnh chúa Chamberlain và Johann của Bohemia là những người đã từng cư trú tại đây, trong tòa lâu đài hiện tại được xây dựng từ thế kỷ 14. Phần lớn cư dân vào thời điểm đó của thị trấn nói tiếng Đức di cư từ Áo và Bavaria kế bên trong quá trình Ostsiedlung (Các dân tộc nói tiếng Đức mở rộng về phía đông). Một cộng đồng Do Thái tại thị trấn được ghi nhận từ năm 1334. Đến năm 1336, có thể dự đoán rằng, người Séc đã thành lập một nhóm thiểu số nhỏ có giáo xứ riêng.
Các nhà cai trị của gia tộc Rosenberg đã thúc đẩy thương mại và sản xuất hàng thủ công mạnh mẽ. Vào cuối thế kỷ 15, khi vàng được tìm thấy bên cạnh thị trấn, các công ty khai thác của Đức đã đến định cư, điều này làm thay đổi sự cân bằng sắc tộc sâu sắc hơn nữa. Tại một trong những nhà thờ rao giảng bằng tiếng Séc cho đến năm 1788, khi nhà thờ Thánh Jošt bị đóng cửa. William của Rosenberg là người đã cho xây dựng lại lâu đài theo kiến trúc Phục hưng.
Năm 1602, em trai của William là Peter Vok của Rosenberg đã bán Krumlov cho Rudolf II của Gia tộc Habsburg. Ông sau đó đã tặng cho con trai của mình là Don Julius Caesar. Sau cuộc nổi dậy Bohemia và Trận Dãy núi Trắng năm 1620, hoàng đế Ferdinand II đã trao Krumlov cho nhà Eggenberg và thị trấn trở thành trung tâm của Công quốc Krumlov. Từ 1719 cho tới 1945, lâu đài này thuộc về nhà Schwarzenberg.
Có tổng cộng 8.662 cư dân đã sống ở Krumau an der Moldau vào năm 1910, trong số đó có 7.367 người Đức và 1.295 người Séc. Sau chiến tranh thế giới lần thứ nhất, nó trở thành một phần của vùng Bohemia Forest, ban đầu được tuyên bố là một phần của Cộng hòa Áo - Đức. Đến cuối năm 1918, quân đội Tiệp Khắc đã chiếm đóng khu vực này và nó trở thành một phần của Tiệp Khắc. Năm 1938, nó bị sáp nhập vào Đức Quốc Xã, là một phần của Reichsgau Oberdonau thuộc Sudetenland theo Hiệp ước München. Sau Chiến tranh thế giới lần thứ hai, những người nói tiếng Đức đã bị trục xuất khỏi thị trấn và vùng đất được trao trả lại cho Tiệp Khắc.
Trong thời kỳ Cộng sản ở Tiệp Khắc, khu vực lịch sử Krumlov đã bị sao lãng trở nên hư nát, nhưng từ sau Cách mạng Nhung vào năm 1989, nhiều công trình đã được tu sửa và vẻ đẹp trước đây của thị trấn đã được khôi phục, bây giờ nó trở thành một địa điểm du lịch nổi tiếng của nhiều du khách châu Âu, châu Á, trong đó có cả Trung Quốc và Nhật Bản. Vào tháng 8 năm 2002, thị trấn bị thiệt hại trong trận lụt lớn của sông Vltava.

## Điểm tham quan

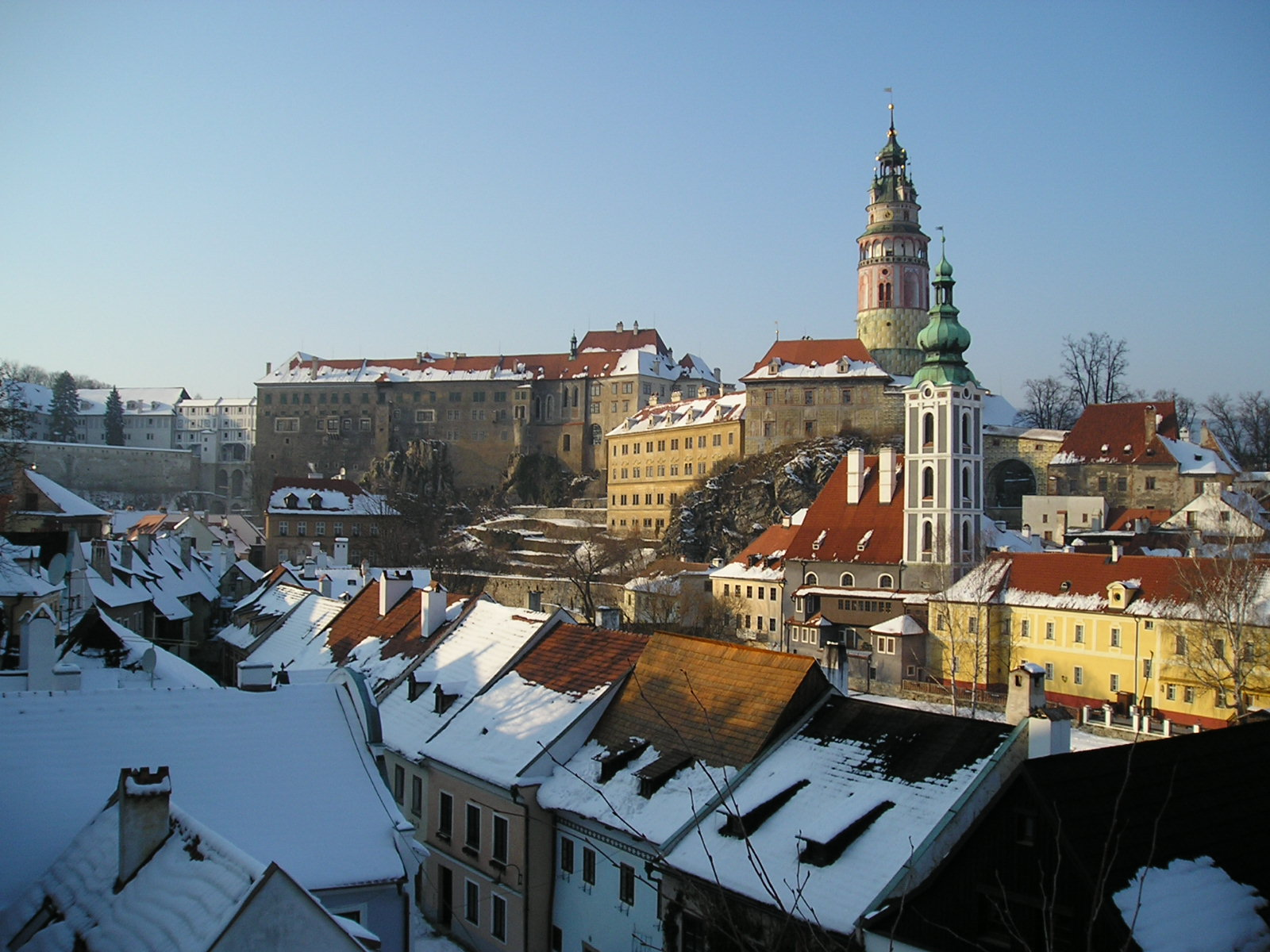
Lâu đài Krumlov.

Hầu hết các công trình kiến trúc của phố cổ và lâu đài là từ thế kỷ 14 cho tới thế kỷ 17, chủ yếu là theo kiểu Gothic, Phục hưng, và Baroque. Trung tâm lịch sử của thị trấn nằm trong một đoạn cua của sông Moldau với khu phố cổ Latrán và lâu đài nằm phía bên kia bờ sông Vltava.
Lâu đài Český Krumlov nổi bật giữa một thị trấn có quy mô nhỏ. Tại Cộng hòa Séc, nó là lâu đài lớn thứ hai chỉ sau Hradčany ở Praha. Bên trong khuôn viên của nó là một khu vườn Rococo rộng lớn, cây cầu và lâu đài chính được xác định là có các phần có niên đại vào các thời kỳ khác nhau. Sau khi khu vườn được duy tu không đầy đủ trong nửa sau của thế kỷ 20 nó đã được đưa vào chương trình Giữ gìn Di tích Thế giới năm 1996 của Quỹ Di tích Thế giới (WMF). Nhờ sự hỗ trợ tài chính của American Express, đài phun nước trung tâm của khu vườn đã được xây dựng lại và vẫn hoạt động cho đến ngày nay.
Một địa danh nổi tiếng trong lâu đài chính là Nhà hát lâu đài mang kiến trúc Baroque được xây dựng vào năm 1680–82 dưới thời Hoàng tử Johann Christian I von Eggenberg và được cải tạo, thêm các thiết bị sân khấu dưới thời Josef Adam zu Schwarzenberg từ 1765–66. Đây là một trong số ít những nhà hát vẫn giữ được kiến trúc, máy móc, thiết bị, đạo cụ từ ban đầu.